# Andrena atrata
Andrena atrata là một loài Hymenoptera trong họ Andrenidae. Loài này được Friese mô tả khoa học năm 1887.